# Clocks EP
 (septembre 2017).
Si vous disposez d'ouvrages ou d'articles de référence ou si vous connaissez des sites web de qualité traitant du thème abordé ici, merci de compléter l'article en donnant les références utiles à sa vérifiabilité et en les liant à la section « Notes et références ».
Albums de Coldplay
A Rush of Blood to the Head
(2002) X&Y
(2005)
Clocks EP (également connu sous le nom Clocks "Japan Enhanced EP", ou Clocks "Japan Tour Mini Album") est un EP du groupe de pop rock britannique Coldplay, publié en 2003.
Dérivé du troisième single Clocks, extrait de l'album A Rush of Blood to the Head, il est, initialement, destiné au marché japonais et n'est donc pas vendu en France.

## Liste des titres
Toutes les chansons sont écrites et composées par Chris Martin, Jon Buckland, Guy Berryman, Will Champion.
| 1.    | Clocks (Edit)                                                     | 4:13 |
| 2.    | Crests of Waves                                                   | 3:40 |
| 3.    | Animals                                                           | 5:35 |
| 4.    | Murder                                                            | 5:37 |
| 5.    | In My Place (Live au Manchester Evening News Arena, 11/10/2002)   | 4:03 |
| 6.    | Yellow (Live au KCRW's Morning Becomes Eclectic (en), 10/12/2001) | 5:12 |
|       | 'Vidéos'                                                          |      |
| 1.    | Clocks                                                            | 4:18 |
| 2.    | In My Place                                                       | 3:48 |
| 28:20 |                                                                   |      |

## Crédits
| - Chris Martin : chant, piano, guitare - Jon Buckland : guitare, chant - Guy Berryman : basse, chant - Will Champion : batterie, harmonica, guitare, chant | - Production : Coldplay, Ken Nelson - Production (additionnelle) : Mark Phythian - Ingénierie : Ken Nelson - Mixage : Coldplay, Ken Nelson, Mark Phythian - Ingénierie, mixage : Mario Diaz - Direction artistique : Blue Source - Photographie, couverture : Sølve Sundsbø |